# Río Seco (vattendrag i Spanien, Valencia, Provincia de Alicante)
Río Seco är ett vattendrag i Spanien.   Det ligger i provinsen Provincia de Alicante och regionen Valencia, i den sydöstra delen av landet, 400 km sydost om huvudstaden Madrid.